# Facultad de Ciencias Administrativas (Universidad Nacional Mayor de San Marcos)
La Facultad de Ciencias Administrativas de la Universidad Nacional Mayor de San Marcos (siglas: FCA-UNMSM) es una de las 20 facultades que conforman dicha universidad. La facultad en la actualidad, dentro de la organización de la universidad, forma parte del área de Ciencias Empresariales y cuenta con las escuelas académico-profesionales de Administración, de Administración de Turismo y, de Administración de Negocios Internacionales, que brindan tanto estudios de pregrado como de postgrado. Se encuentra ubicada dentro de la ciudad universitaria.

## Historia
La Facultad de Ciencias Administrativas tiene su origen en el año 1875, cuando la Misión Francesa FODERÉ, al mando del jurista francés Pablo Pradier Fodéré, crea la Facultad de Ciencias Políticas y Administrativas de la Universidad Nacional Mayor de San Marcos como parte del proceso de modernización del gobierno de Don Manuel Pardo (1872 – 1876).
El propósito de la creación de la referida Facultad era la formación de funcionarios para la administración pública y la diplomacia.
Sin embargo, en 1928, con la aprobación del nuevo Estatuto
(Ley N°6041), la Facultad de Ciencias Económicas reemplazó a la anterior Facultad de Ciencias Políticas y Administrativas. Se transformó así mediante Ley N°7083 del 09-04-1931, cuyo primer Decano fue Don Abraham Rodríguez Dulanto, quien inició la consolidación de la Facultad a partir de su ascenso, el 28 de mayo de 1931.
En 1943, se crea la Facultad de Ciencias Económicas y Comerciales.
En 1966, como consecuencia de las tendencias de aquel tiempo,se crean los Programas de Contabilidad y Administración.
En 1980, se produce la separación de los Programas y Departamentos de Contabilidad y Administración.
En 1984, por Resolución Rectoral N°78337, se crea la actual Facultad de Ciencias Administrativas (FCA) con su Escuela Académica Profesional de Administración (EAPA).
Por Resolución Rectoral N°08393-CR-96, de fecha 30 de diciembre de 1996, se crean en la Universidad Nacional Mayor de San Marcos, a partir del Año Académico de 1997, la Escuela Académico-Profesional de Administración de Negocios Internacionales y la Escuela Académico-Profesional de Administración de Turismo.
En 1990, se aprobó la creación de la Maestría de Ciencias Administrativas con 6 Menciones.
En 2023, se aprobó la creación de 3 carreras más: Administración en Gastronomía, Marketing y Administración de Negocios Marítimos y Portuarios.